# Borne à bonnet phrygien no 10 (Savigny-sur-Orge)
La Borne à bonnet phrygien est un monument situé à Savigny-sur-Orge, en France.

## Description
Le monument est conservé à Savigny-sur-Orge.

## Historique
La borne porte le numéro 10 et un médaillon orné d'un bonnet phrygien.
Le monument est inscrit au titre des monuments historiques depuis le 12 janvier 1931.